# Abrigo de la Viña
El abrigo de la Viña es un yacimiento arqueológico situado en España en el que se han descubierto diferentes restos datados desde la época Auriñaciense al Magdaleniense. El yacimiento está localizado en el Principado de Asturias, en el término de Manzaneda (Oviedo).
Destaca la pared principal con unas dimensiones de 30 metros y en la que están representados ciervos, bóvidos, caballos y vulvas. La técnica principal empleada en La Viña es la técnica de labrado de piedra con buril.
Fue declarado Bien de Interés Cultural en aplicación del artículo 40.2 de la Ley 16/1985, de 16 de junio, de Patrimonio Histórico Español.
Su delimitación se describe en el Decreto 47/2009, de 1 de julio.